# Mandy Barker
Mandy Barker (1964) es una fotógrafa británica. Es principalmente conocida por su trabajo con desechos plásticos marinos. Barker ha trabajado junto a científicos con la esperanza de crear conciencia sobre la enorme cantidad de plástico que flota en los océanos.

## Biografía
Mandy Barker se graduó de la Universidad De Montfort, en Inglaterra, con una maestría en fotografía. También estudió en la Universidad Metropolitana de Leeds. Después de graduarse, comenzó a investigar los desechos plásticos marinos. Barker colabora principalmente con científicos, con el objetivo de concienciar al público sobre la  contaminación plástica en los océanos. Recibió una subvención de la National Geographic Society para investigación y exploración en 2018. Barker fue preseleccionada para el premio Prix Pictet en 2017 y fue nominada al premio de la Deutsche Börse Photography Foundation en 2018. Mandy Barker recibió una beca de la Royal Photographic Society en 2019. 

### Vida personal
Mandy Barker vive en Leeds.

## Exposiciones

### Individuales
- 2018 "Mandy Barker: Hong Kong Soup", Centre for Chinese Contemporary Art, Manchester[4]
- 2019 “Sea of Artifacts”. Fotografiska, Estocolmo[5]
- 2019 "Mandy Barker: Altered Ocean Exhibition", Casa de la Royal Photographic Society, Bristol[6]
- 2019 "Not in my planet", Museo de las Ciencias, Trento.[7]

### Grupales
- 2001 "Snapshot of Britain", The Photographers' Gallery, Londres[1]
- 2011 “Blurb PBN 2011 Awards”, Fundación Aperture, Nueva York
- 2019 "Civilization: The Way We Live Now". Galería Nacional de Victoria.[8]
- 2019 "Civilization: The Way We Live Now", Centro de Arte Contemporáneo de la UCCA, Pekín[9]
- 2019 "A History of Photography: Daguerreotype to Digital" Museo de Victoria y Alberto, Londres[10]

## Premios
- 2012 Beca medioambiental de la Royal Photographic Society [11]
- Beca para Investigación y Exploración de la  National Geographic Society 2018.[1]

## Publicaciones

### Monografías
- 2019 Altered Ocean, publicado por Overlapse
- 2018 Beyond Drifting: Digest Edition, publicada por Overlapse
- 2017  Beyond Drifting: Imperfectly Known Animals, publicado por Overlapse (agotado)

### Catálogos (con otros artistas)
- Civilization: The Way We Live Now, publicado por Thames & Hudson